# メッサーシュミット P.1112
Me P.1112
Me P.1112/V1の模型。デザインコンセプトの一つを示す。
- 用途：戦闘機
- 製造者：メッサーシュミット社
- 生産数：試作計画のみ

メッサーシュミット P.1112とは提案に終わったドイツのジェット戦闘機である。ドイツ空軍での使用を意図して第二次世界大戦末期にメッサーシュミット社が開発を行っていた。設計はヴォルデマール・フォークト。
戦争の進行により、ナチス・ドイツが崩壊する以前に試作機の完成は妨げられた。しかしながらその設計は、戦後のアメリカ海軍の艦上戦闘機に、直接の影響を及ぼした。

## 設計と開発
Me P.1112の開発作業は1945年2月25日に開始された。これはヴィリー・メッサーシュミットがメッサーシュミット P.1111の開発中止を決意した後のことである。この機体には標準装備として与圧コックピットと射出座席が要求されていた。本機はMe P.1111の代わりとなるべく、1945年3月3日から30日にかけてメッサーシュミット社のプロジェクト・オフィスの長であるヴォルデマール・フォークト（1907-1980）に設計された。Me P.1112の設計はP.1111のそれより急進性が少なくなり、またメッサーシュミット P.1110の設計開発からの教訓を取り入れていた。フォークトはMe P.1112が1946年中頃までに飛行試験を始められるだろうと推定していた。
計画では1基のハインケル HeS 011ターボジェットエンジンによって駆動することとなっており、3種のMe P.1112のデザインコンセプトが研究された。最後に提案された設計案では、Me P.1112/V1はV字形状の尾翼を使用し、胴体部側面に空気吸入口を設けていた。最初の2種は空気吸入口が翼根部分にあるMe P.1112 S/1、および胴体側面部に吸気吸入口のあるMe P.1112 S/2である。両機とも大型の一枚尾翼を有し、従来的な水平尾翼は備えられていなかった。全3種の設計案は胴体部の最大径が1.1mだった。外観上はメッサーシュミット社のロケット戦闘機であるメッサーシュミット Me163コメートの主翼設計と類似していた。操縦者は半ば横たわるような姿勢で座席に着いた。また射出座席が装備されていた。
Me P.1112 V/1の部分的なモックアップ、具体的には機の胴体前方部分がバイエルン州オーバーアマガウに設けられたコンラート・フォン・ヘッツェンドルフ兵舎で製造されていた。しかし、試作機の製造を開始できるようになる前に、メッサーシュミット社の施設はアメリカ軍によって1945年4月に占領されていた。
Me P.1112が完成することは無かったものの、この型式自体の設計研究が為されたとき、すでに後続の設計案がいくつか提案されていた。これらには夜間戦闘機型の提案が含まれていた。この機体は、翼根部分内部にエンジンを2基装備することを目指していた。
戦争の後、フォークトの無尾翼機の設計という成果は、アメリカの航空機会社チャンス・ボート・カンパニーによって利用された。彼はそこでF7U カットラス艦上戦闘機の設計に関係した。

## 性能
データは以下の書籍に拠る。
主要諸元
- 乗員:1名

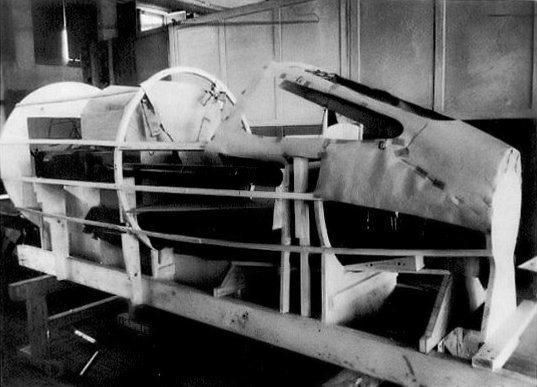
1945年4月にアメリカ陸軍が発見したメッサーシュミットMe P.1112/V1のモックアップ。胴体部分

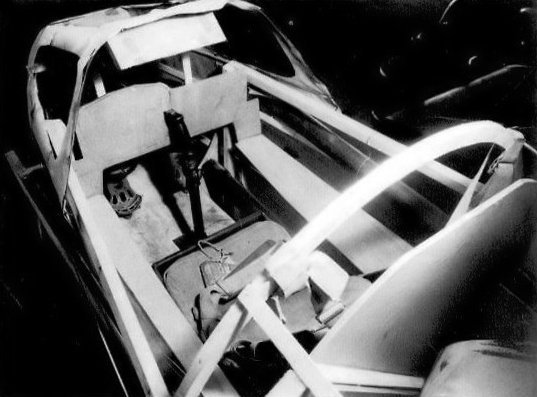
同、コックピット

- 全長:8.25m。1945年4月27日のP 1112 S/1機のデータ[notes 1]
- 全幅:8.74m。1945年4月27日のP 1112 S/1機のデータ[notes 1]
- 全高:2.84m
- 翼面積:19m2
- アスペクト比: 3.5 : 1
- 空虚重量:2,290kg
- 全備重量:4,673kg
- 燃料容量:1,900リットル。燃料容量は2,400リットルへ増強する準備があった
- 主エンジン:ハインケルHeS 011A0ターボジェット1基、出力12kN、推力1,300kPa[notes 2]

性能
- 最大速度:1,100 km/h
- 航続距離:推算値は出力100%とし、高度7,000mで2時間以上
- 実用上昇限度:14,000m
- 翼面荷重:最大246kg/平方m

兵装
- 標準装備（提案時）:30mm MK108機関砲4門、または30mm MK108機関砲2門および30mm MK103機関砲2門
- 対重爆用途の特別装備（提案時）:重爆攻撃用として50mm MK214機関砲1門を胴体上部前方に装備[11][notes 3]。または55mm MK112機関砲、1門を胴体下部前方に装備
- 最大搭載量:500kg